# Trioza hopeae
Trioza hopeae là một loài rầy thuộc họ Triozidae. Tháng 3 năm 2012, loài này được phát hiện ở Việt Nam và đã công bố một loài rầy mới này trên tạp chí khoa học Entomological Science. Loài rầy mới có tên là Trioza hopeae, sống ở hầu hết ở các tỉnh miền Nam, Tây nguyên và miền Trung. Đây là loài thường gây hại trên cây sao đen. Con cái trưởng thành có chiều dài cơ thể trung bình dài 1,827mm, rộng 0,558mm; con đực trưởng thành đực dài 1,652mm, rộng 0,478mm.
Con trưởng thành có màu vàng nhạt, mắt kép và mắt đơn màu đỏ. Cánh trong suốt, mạch cánh màu vàng nhạt, cánh dài phủ qua đuôi khi rầy đang đậu.
Khi màu sắc trưởng thành ổn định, phía lưng cơ thể có màu nâu, phía bụng màu vàng nhạt, mắt kép và mắt đơn màu nâu hơi đỏ. Trưởng thành cái to hơn trưởng thành đực.
Con rầy trưởng thành Trioza hopeae chích hút nhựa lá và thường chích hút ở mặt dưới của lá non (lá màu xanh tím) của cây sao đen. Tại vết chích hút của chúng mô lá hình thành dạng "vết trám xi măng" hơi tròn, nhẵn màu xanh nhạt.